# 张亚非
张亚非，上海交通大学教授，研究方向为纳米材料、器件与加工技术等。任中华人民共和国教育部第四批"长江学者"特聘教授，曾获得中国教育部自然科学奖二等奖、国家自然科学二等奖。